# Giacomo Leopardi
För andra betydelser, se Leopardi.
Giacomo Leopardi, född 29 juni 1798 i Recanati, död 14 juni 1837 i Neapel, var en italiensk författare under romantiken och pessimism. Han betraktas som en av Italiens främsta författare.

## Biografi
Leopardi föddes i Recanati som son till adelsmannen Monaldo Leopardi och markisinnan Adelaide Antici Mattei. Barndomen satte djupa spår. Fadern var gammaldags och vek, modern despotisk och kall, och hemmet präglat av disciplin och sträng religiositet, fastän fadern spelade om pengar. Erfarenheterna har han skrivit om i dikten Ricordanze.
Han fick sin utbildning av präster, och hans fars bibliotek var en källa till kunskap som han brukade flitigt. Någon gång mellan tolv och sjutton års ålder var det uppenbart för honom att han för alltid skulle lida av dålig hälsa, och att han inte kunde deltaga i jämnårigas ungdomliga äventyr. År 1817 kom dock klassicisten Pietro Giordani till palatset, vilket blev upptakten till en livslång vänskap.
År 1822 tillät hälsan och familjen honom att besöka Rom med sin farbror. Det blev dock en stor besvikelse. Kyrkan var korrumperad, dekadent och full av hyckleri, tyckte han. Redan innan avresan hade han desillusionerats om sin framtid. Han hade blivit kär i sin kusin Geltrude Cassi, men hans svaghet och dåliga hälsa hade ställt sig i vägen.
Efter vistelsen i Rom framstod dygden, kärleken, rättvisan och hjältemodet som tomma ord. Han fick 1824 i uppdrag att sammanställa dikterna i en antologi av en förläggare i Milano. Under den här tiden bodde han i Milano, Florens, Bologna och Pisa.
Efter att ha avböjt professurer i Berlin och Bonn som Roms ambassadör i Preussen erbjöd honom, tvingade hälsan honom att avbryta sitt arbete med bokförläggaren i Milano, och återvända hem till Recanati 1828. Efter att Canti gavs ut flyttade han till Florens och sedan till Neapel, där han avled 1837 i en koleraepidemi. Han begravdes i San Vitale, men hans grav flyttades 1939 till Parco Virgiliano i Neapel och platsen förklarades vara ett nationalmonument.
Några av Leopardis dikter, som "All'Italia" (1818), präglas av de nya nationalromantiska strömningar som kom i anslutning till att konflikten mellan Rom och Österrike tilltog. Han alluderar klassiska författare för att uttrycka förbittringen över landets förnedring. Det är emellertid hans centrallyriska dikter som gjort honom berömd, och med dessa jämställs han ofta med Dante.

## På svenska

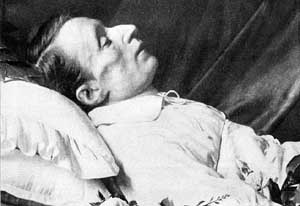
Leopardi på sin dödsbädd.

- Leopardi på sin dödsbädd.Valda skrifter: Porphyrius och Plotinus, Torquato Tasso och hans genius, Timander och Eleander, Fåglarnas lof m.fl. (svensk översättning med en inledning om Leopardi av Vilhelm Ekelund, Björck & Börjesson, 1913)
- Är ljuvt att få förlisa: dikter, dialoger, tankar (översättning Ingvar Björkeson och Jan Hammarskiöld, Italienska kulturinstitutet, 1981)
- I skuggan av cypresser: dikter (av Ugo Foscolo & Giacomo Leopardi, i tolkning och med kommentarer av Ingvar Björkeson, Alastor, 2007)
- Moraliska småskrifter (översättning Gustav Sjöberg), Celanders förlag (Operette morali)

## Eftermäle
Nedslagskratern Leopardi på planeten Merkurius och asteroiden 8081 Leopardi är uppkallade efter honom.